# Berstett
Berstett es una localidad y comuna francesa, situada en el departamento del  Bajo Rin en la región de Alsacia.

## Demografía
| 1261 | 1265 | 1274 | 1527 | 1679 | 1919 |
| Para los censos de 1962 a 1999 la población legal corresponde a la población sin duplicidades (Fuente: INSEE [Consultar]) |      |      |      |      |      |